# Laškovce
Laškovce (Hongaars: Lask) is een Slowaakse gemeente in de regio Košice, en maakt deel uit van het district Michalovce.
Laškovce telt 604 inwoners.